# Perxénate de sodium
Le perxénate de sodium est un composé chimique de formule Na4XeO6. C'est le sel de sodium et d'acide perxénique H4XeO6. Il est soluble dans l'eau. Sa faible solubilité permet de l'utiliser pour détecter le sodium. Par exemple il précipite dès 0,2 g·l-1 dans une solution d'hydroxyde de sodium à 0,5 mol/L.
Le perxénate de sodium intervient par ailleurs dans la synthèse du trioxydifluorure de xénon.